# Castillo de Aljustrel
El Castillo de Aljustrel es una estructura histórica en el pueblo y municipio de Aljustrel, en el distrito de  Beja, Portugal. Sólo quedan unas pocas ruinas del castillo y de la Iglesia de Nossa Senhora do Castelo, uno de los principales puntos de referencia de la ciudad. Las ruinas del castillo y de la iglesia forman un solo grupo, clasificado como «Propiedad de Interés Público.» Aunque el sitio ha sido ocupado desde tiempos  prehistóricos, el castillo en sí fue construido durante el  período musulmán, habiendo sido tomado en 1234, como parte del proceso de  Reconquista Cristiana.

## Descripción

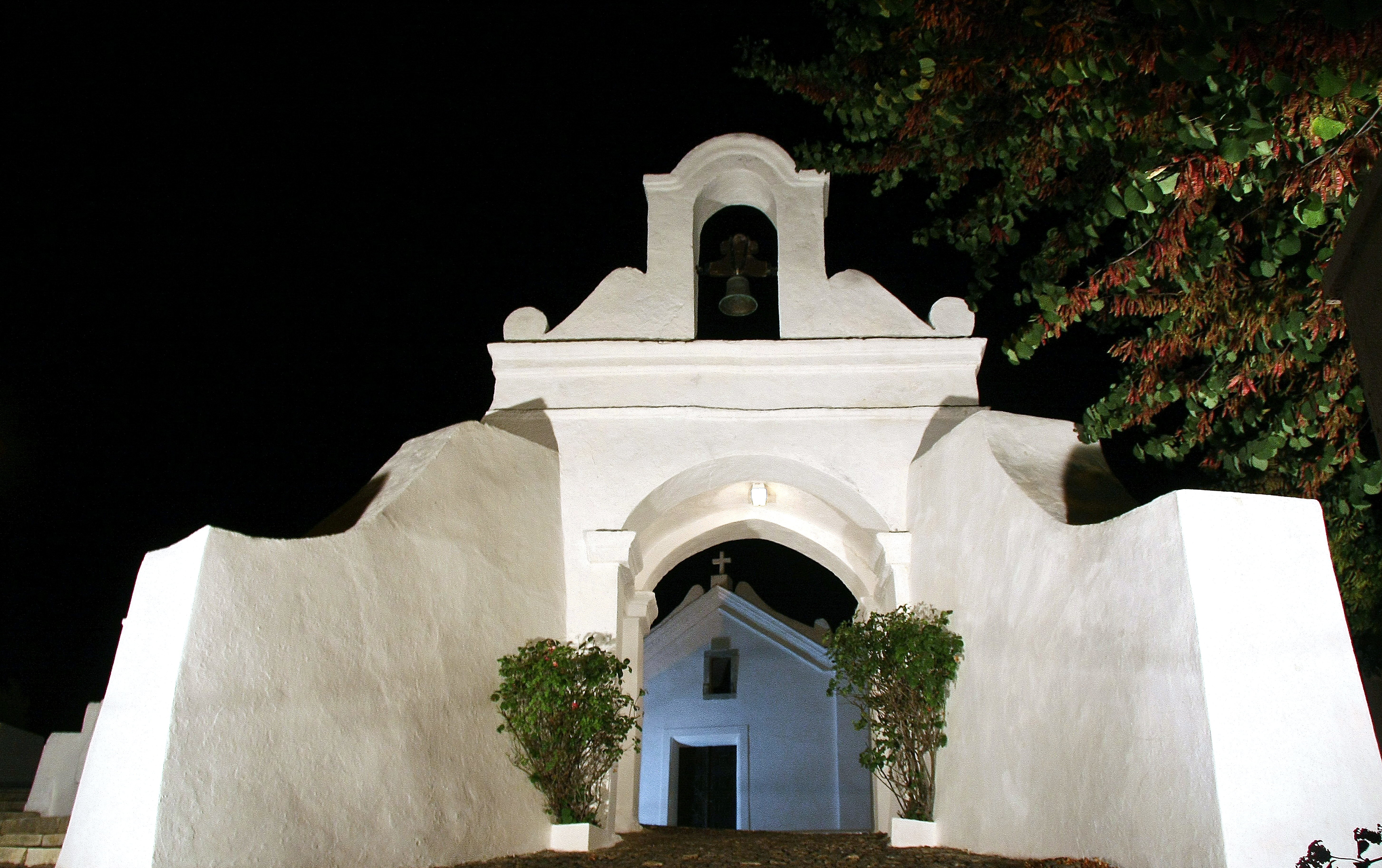
Entrada a la Iglesia de Nossa Senhora do Castelo, en 2013

El sitio arqueológico está situado en la cima de una colina de forma aproximadamente ovalada, de unos 100 m de largo por 30 m de ancho, y que ofrecía buenas condiciones naturales de defensa, dominando el pueblo de Aljustrel. Los vestigios del antiguo castillo están compuestos principalmente por los sótanos de dos torres de forma cuadrangular, y parte de un paño de pared en taipa, cerrando una plataforma de unos 3000 m². También había señales de edificios residenciales, y una chimenea circular, con una pequeña estructura de piedra, que todavía tenía algunos restos de carbón.
Junto a las ruinas de la antigua fortaleza se encuentra el Santuario de Nuestra Señora del Castillo. La iglesia en sí está decorada con azulejos del siglo XVII, y originalmente tenía pinturas murales en el techo de la nave, pero éstas estaban casi completamente ocultas por varias capas de cal. El Santuario está considerado como uno de los principales monumentos de Aljustrel, formando parte de la ruta turística del pueblo, que incluye también las antiguas instalaciones mineras y otros puntos de interés.
El conjunto encontrado en el sitio incluye un elemento de piedra de molino, una esponja, una cuchara de cerámica, varios esmaltes del período islámico y posteriores, fragmentos de hueso, además de varias piezas líticas, como diapositivas de sílex, virutas de cuarzo y un fragmento de una azada de piedra pulida. Entre el conjunto del período islámico, el conjunto más expresivo se refiere al califato almohade.

## Historia

### Antecedentes
Los restos humanos más antiguos de la zona de Aljustrel se remontan al Paleolítico, cuando se utilizaba como lugar de paso de las comunidades de cazadores-recolectores. Sin embargo, el establecimiento de una población permanente no habrá comenzado hasta finales del tercer milenio antes de Cristo, durante el período calcolítico, en la colina de Nossa Senhora do Castelo, cuyos habitantes ya practicaban la minería y la transformación del cobre. Esta riqueza minera, junto con la fertilidad de los suelos agrícolas, condujo a una continua ocupación de la zona de Aljustrel. El asentamiento se convirtió en un importante centro minero durante el período romano, siendo conocido como Vipasca.

### Período medieval
Tras el fin de la civilización romana, el asentamiento sólo recuperó la expresividad en el siglo IX, después de la conquista islámica, recibiendo el nombre de Albasturil. Según los registros arqueológicos, la colina habrá estado habitada desde entonces, mientras que los documentos históricos apuntan a la reanudación de las operaciones mineras aún durante el período del Califa. Sin embargo, el castillo en sí mismo no se habría construido hasta el siglo XI o en la segunda mitad del siglo XII, durante una fase de desarrollo de las defensas de la región de al-Ándalus, bajo la presión de la reconquista cristiana.
El asentamiento fue tomado en 1234, durante el reinado de D. Sancho II, por caballeros de la Orden Militar de Santiago da Espada. La ocupación en la zona del castillo duró hasta finales de la época medieval, durante el siglo XV. Mientras tanto, en el siglo XIV se construyó la ermita de Nuestra Señora del Castillo, que a lo largo de su historia ha sido alterada varias veces.

### SiglosXVIIIyXIX
En la revista "El Occidente" del 20 de julio de 1914, el periodista Henriques Marques Junior copió una descripción del santuario y de las ruinas del castillo por el fraile Agostinho de Santa María: 

«... no ponto mais alto desta Villa se vê o Santuario de Nossa Senhora do Castello, onde he buscada de todos aquelles moradores huma milagrosa Imagem da Mãy de Deus, que todos teem por Angelical, porque appareceu em aquele mesmo sitio do seu Castelo, que em algum tempo seria mais forte do que ao presente mostra, pois só se veem humas fracas taypas. He este sitio muito alto e nelle havia penedos grandes ali nascidos, de huma pedra dura e forte a que chamão muar pela sua grande dureza; sobre hum destes penedos he tradição commua e constante, apparecera a Imagem da Senhora do Castelo (titulo tomado do logar da manifestação) e como ali obrasse muitas maravilhas se construiu ali a sua casa, que he huma Ermida bastante, com sua capella mór e se dispôz tudo em forma que o penedo que lhe servia de trono ficasse dentro da Igreja aonde o vemos fóra da capella mór, metido na angra, que divide o corpo da Igreja da capella. He este penedo muyo duro, mas ainda assim os devotos o roção para tirar d'elle alguns pós, que aplicados a várias queixas e principalmente de cezõens, a experiencia mostra ser grande remedio para as lançar fóra. Vê-se a Senhora collocada em hum nicho de vidraças, em meyo do retabulo que he antigo, e n'elle está fechada á chave, mas como são os vidros grandes, se vê a Senhora perfeitamente; he de roca, mas de tão grande formosura que ella devemos crer que os artifices foram do ceu... Eu tive particular gosto de ver aquella Senhora, porque parece estar enchendo de alegria e consolação a todos os que a visitam... Com ser aquella Santissima Imagem de tanta veneração, não faltou huma sacrilega mão, que cega de ambição (para a haver de roubar) lhe quebrou a vidraça e lhe tirou huns brincos ricos que tinha nas orelhas, os quaes lhe havia offerecido uma devota donzella d'aquella terra, e juntamente lhe tirou das contas huma cruz de ouro e não sei se tambem os extremos.».
... En el punto más alto de esta Villa podemos ver el Santuario de Nuestra Señora de Castello, donde busqué entre todos los residentes una milagrosa Imagen de la Madre de Dios, que todos pululan por Angelical, porque apareció en ese mismo lugar de su Castillo, que en algún momento sería más fuerte de lo que muestra el presente, porque sólo vemos débiles taypas. Este lugar era muy alto y allí nacieron grandes rocas, de una piedra dura y fuerte que llaman muar por su gran dureza; Sobre una de estas rocas la tradición fue constante y común, apareció la imagen de la Señora del Castillo (título extraído del diario de la manifestación) y como muchas maravillas se construyeron allí, se construyó su casa, que él había construido mucho, con su capella mór y todo se dispuso de tal manera que la roca que le servía de trono se quedó dentro de la iglesia donde lo vemos fuera de la capella mór, situada en la cala, que divide el cuerpo de la iglesia de la capella mór. Esta roca es muy dura, pero aún así los devotos rezan para sacar de ella algunos polvos, que aplicados a varias quejas y sobre todo de cezõens, la experiencia demuestra ser un gran remedio para tirarlos. Podemos ver a la Señora colocada en una hornacina de cristal, en un meyo del viejo altar, y en él está encerrada, pero al igual que los grandes vasos, podemos ver a la Señora perfectamente; es de roca, pero de una belleza tan grande que debemos creer que los artificios eran del cielo? Me alegré especialmente de ver a la Señora, porque parece llenar de alegría y consuelo a todos los que la visitan... Como era la imagen más venerada de la Santísima Virgen, no faltó una mano sacrílega que, ciega de ambición (para robarla), rompió su copa y le quitó unos ricos pendientes que tenía en las orejas, que le había ofrecido una devota donzella de aquella tierra, y juntos tomaron de sus cuentas una cruz de oro, y no sé si también hubo extremos.

La ermita fue muy dañada por el  terremoto de 1755 y fue reconstruida más tarde.
En el número 16 del «Archivo Histórico de Portugal», publicado en noviembre de 1889, el castillo ya estaba totalmente arruinado, y el autor, José García de Lima, planteó la teoría de que el origen del castillo sería prerromano, debido a su aspecto rudimentario, que consideraba inferior a las construcciones romanas e islámicas.

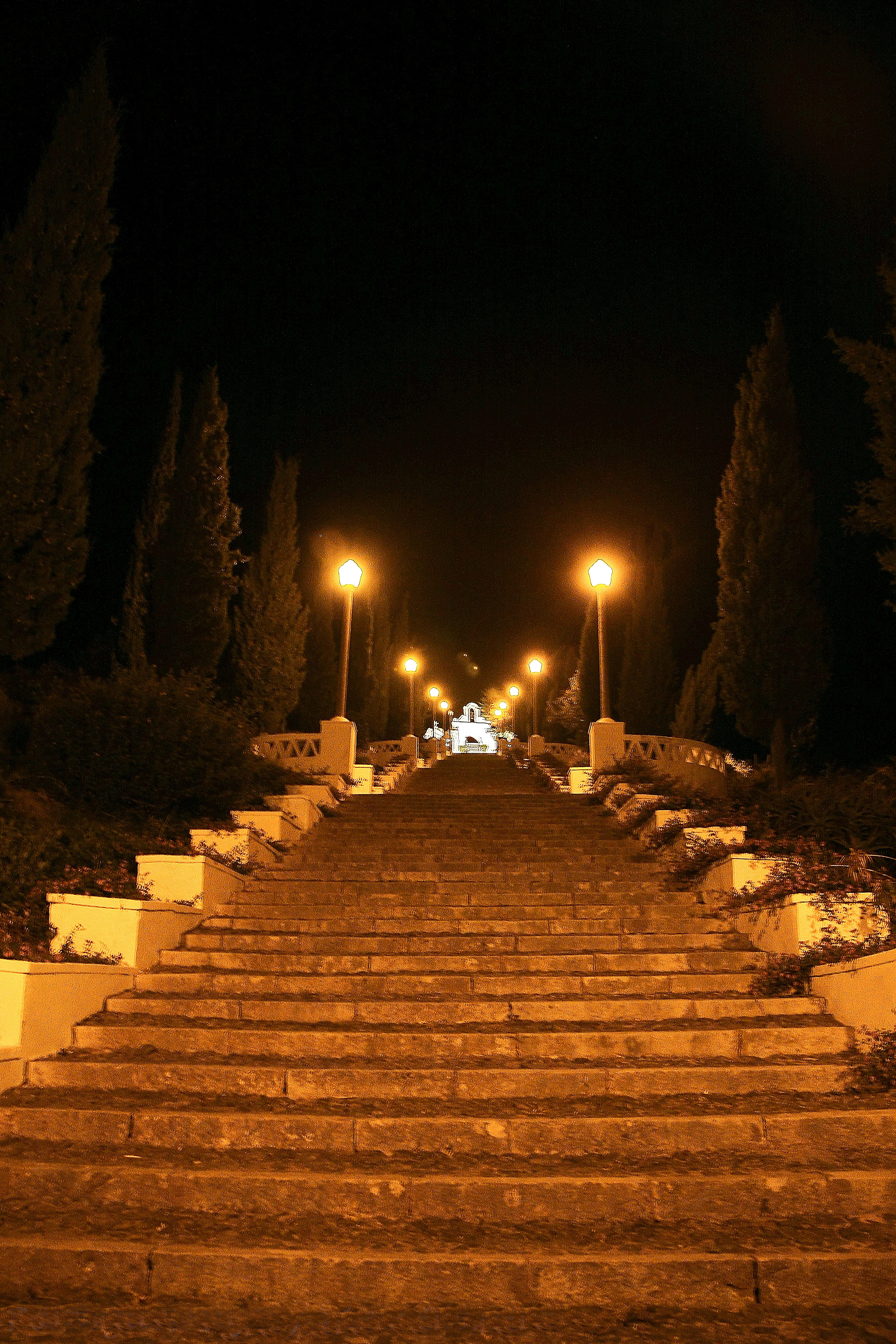
Entrada a la Iglesia de Nossa Senhora do Castelo, en 2013.

## SiglosXXyXXI
El conjunto del castillo de Aljustrel y la iglesia de Nuestra Señora del Castillo fue clasificado como Bien de Interés Público por el Decreto n.º 26-A/92, del 1 de junio.
Entre 1989 y 1998, el sitio fue objeto de varias prospecciones y excavaciones arqueológicas, en el marco del programa de estudio y mejora del castillo de Aljustrel. Los trabajos comenzaron con una prospección en 1989, durante la cual se limpió la zona circundante para tratar de encontrar las antiguas murallas del castillo, y se descubrieron rastros del calcolítico y del medieval, tanto islámicos como cristianos, con una interrupción durante la Edad de Hierro y la época romana. En 1992 se realizaron excavaciones de emergencia, debido al inicio de los trabajos de paisajismo de la colina de Nossa Senhora do Castelo, que determinaron la ocupación del sitio hasta el siglo XV. Los estudios continuaron al año siguiente y se recogieron varios restos islámicos, como cerámica común y materiales de construcción. En 1994 se amplió el área de excavación, como una forma de comprender mejor tanto las estructuras como la ocupación del castillo, lo que llevó al descubrimiento de varias estructuras residenciales, que originalmente tenían muros de tapial. Los trabajos continuaron en 1995 y luego tuvieron un paréntesis hasta 1998, cuando se confirmó la estratigrafía investigada en años anteriores, con una capa de cerámica prehistórica seguida por otras del período medieval. También en ese año, el castillo fue objeto de una intervención de reubicación, identificación e inspección de los sitios, por la división de Castro Verde del Instituto Portugués de Arqueología, donde el estado de conservación de la estación arqueológica fue clasificado como regular.
Las excavaciones se reanudaron entre 2007 y 2010, en el marco del Plan Nacional de Obras Arqueológicas, y comenzaron con un intento de estudiar las diversas estratigrafías de ocupación, y su relación con la industria minera de Aljustrel. En 2008 se amplió el área a estudiar, para tratar de entender la organización de los espacios interiores, y se identificaron varias divisiones, incluyendo una posible cocina, varias calles y un canal de desagüe. En 2009 se siguió estudiando la organización de las estructuras internas del castillo, y se identificó parte de la muralla de taipa al norte, a nivel calcolítico. Las investigaciones permitieron dividir la construcción del castillo en tres fases distintas, dos de ellas relacionadas con el período almohade y la última ya a finales de la época medieval, después de la reconquista, aunque esta conclusión no se confirma ciertamente por los materiales encontrados. La estructura principal del período cristiano medieval fue probablemente la torre del homenaje, que habría servido como residencia y espacio áulico para los frailes de la Orden de Santiago, ya durante la fase final del castillo, cuando ya estaba en proceso de ruina. Las excavaciones en el interior del castillo continuaron en 2010, y se encontró otra capa de nivel calcolítico.